# خوان ماتا
خوان مانوئل ماتا گارسیا (اسپانیایی: Juan Manuel Mata García‎؛ زادهٔ ۲۸ آوریل ۱۹۸۸) بازیکن فوتبال اهل اسپانیا است که در پست هافبک هجومی و وینگر برای باشگاه وسترن سیدنی واندررز در لیگ برتر استرالیا بازی می‌کند.
او در فصل ۱۲–۲۰۱۱ با امضای قراردادی به ارزش ۲۸ میلیون یورو به تیم انگلیسی چلسی پیوست. در ۲۷ اوت ۲۰۱۱ در اولین بازی‌اش برای تیم چلسی، در حالی که به عنوان یار ذخیره برای تیمش به میدان آمده بود، مقابل تیم نوریچ‌سیتی موفق به گلزنی شد. او در همان فصل با تیم چلسی در لیگ قهرمانان اروپا و جام حذفی جام را بالای سر برد. بعد از گلزنی ماتا در اولین بازی‌اش برای چلسی در جام باشگاه‌های جهان ۲۰۱۲، او موفق شده بود در اولین بازی‌اش برای چلسی در تمام جام‌ها گل بزند. او به عنوان بهترین بازیکن فصل چلسی نیز انتخاب شد. فصل بعدی فصل پربارتری برای ماتا بود. او به چلسی کمک کرد تا به رقابت‌های لیگ قهرمانان اروپا راه یابد و برای دومین سال پیاپی به عنوان بهترین بازیکن فصل چلسی انتخاب شد. ماتا در آن سال با چلسی قهرمان لیگ اروپا شد تا به همراه هم‌تیمی‌اش فرناندو تورس، تنها بازیکنانی باشند که جام قهرمانی لیگ قهرمانان اروپا، لیگ اروپا، جام جهانی فوتبال و جام ملت‌های اروپا را بالای سر برده‌اند.
ماتا در تمامی رده‌های سنی برای تیم ملی اسپانیا بازی کرده است. جام کنفدراسیون‌ها ۲۰۰۹ نخستین تورنمنتی بود که ماتا با تیم ملی بزرگسالان اسپانیا در آن شرکت کرد. او نخستین گل ملی‌اش را مقابل تیم ملی فوتبال استونی به ثمر رساند و در جام جهانی ۲۰۱۰ به همراه تیم ملی اسپانیا به مقام قهرمانی رسید. او همچنین با تیم ملی اسپانیا در یورو ۲۰۱۲ قهرمان شد.
وی همچنین در فینال یورو ۲۰۱۲ در برابر ایتالیا و در جام جهانی ۲۰۱۴ برابر استرالیا برای تیم ملی کشورش اسپانیا گلزنی کرده است.

## زندگی حرفه‌ای
وی در ۲۱ اوت ۲۰۱۱ با مبلغ ۲۳ میلیون پوند از تیم والنسیا به تیم چلسی پیوست.

### منچستر یونایتد
در ۲۴ ژانویه ۲۰۱۴، ژوزه مورینیو اعلام کرد که چلسی پیشنهاد منچستر یونایتد را پذیرفته و ماتا به زودی برای تست پزشکی و عقد قرارداد به منچستر می‌رود. مدتی بعد منچستر یونایتد رسماً اعلام کرد که با باشگاه چلسی بر سر انتقال ماتا به توافق رسیده است. روز بعد اعلام شد که کار انتقال به پایان رسیده و ماتا با مبلغ ۳۷٫۱ میلیون پوند و با قراردادی که تا سال ۲۰۱۸ اعتبار دارد، به یونایتد پیوسته است. نخستین بازی‌اش را برای یونایتد در ۲۸ ژانویه مقابل کاردیف سیتی انجام داد که در آن بازی یک پاس گل داد. در ۲۹ مارس ۲۰۱۴، ماتا نخستین گلش را برای تیم مقابل استون ویلا به ثمر رساند.

## آمار بازی‌های باشگاهی
آخرین به‌روزرسانی: ۲۷ ژانویه ۲۰۱۴
| عملکرد باشگاهی | عملکرد باشگاهی | عملکرد باشگاهی | لیگ  | لیگ | جام        | جام        | لیگ کاپ | لیگ کاپ | اروپا/دیگر | اروپا/دیگر | مجموع | مجموع |
| باشگاه         | لیگ            | فصل            | بازی | گل  | بازی       | گل         | بازی    | گل      | بازی       | گل         | بازی  | گل    |
| اسپانیا        | اسپانیا        | اسپانیا        | لیگ  | لیگ | کوپا دل ری | کوپا دل ری |         |         | یوفا       | یوفا       | مجموع | مجموع |
| -------------- | -------------- | -------------- | ---- | --- | ---------- | ---------- | ------- | ------- | ---------- | ---------- | ----- | ----- |
| رئال مادرید بی | لیگا ادلانته   | ۰۷–۲۰۰۶        | ۳۹   | ۱۰  | —          | —          | —       | —       | —          | —          | ۳۹    | ۱۰    |
| والنسیا        | لا لیگا        | ۰۸–۲۰۰۷        | ۲۴   | ۵   | ۸          | ۴          | —       | —       | ۱          | ۰          | ۳۳    | ۹     |
| والنسیا        | لا لیگا        | ۰۹–۲۰۰۸        | ۳۷   | ۱۱  | ۲          | ۱          | —       | —       | ۸          | ۲          | ۴۷    | ۱۴    |
| والنسیا        | لا لیگا        | ۱۰–۲۰۰۹        | ۳۵   | ۹   | ۲          | ۰          | —       | —       | ۱۴         | ۵          | ۵۱    | ۱۴    |
| والنسیا        | لا لیگا        | ۱۱–۲۰۱۰        | ۳۳   | ۸   | ۳          | ۰          | —       | —       | ۷          | ۱          | ۴۳    | ۹     |
| والنسیا        | مجموع          | مجموع          | ۱۲۹  | ۳۳  | ۱۵         | ۵          | —       | —       | ۳۰         | ۸          | ۱۷۴   | ۴۶    |
| انگلستان       | انگلستان       | انگلستان       | لیگ  | لیگ | جام حذفی   | جام حذفی   | لیگ کاپ | لیگ کاپ | یوفا       | یوفا       | مجموع | مجموع |
| چلسی           | لیگ برتر       | ۱۲–۲۰۱۱        | ۳۴   | ۶   | ۷          | ۴          | ۱       | ۰       | ۱۲         | ۲          | ۵۴    | ۱۲    |
| چلسی           | لیگ برتر       | ۱۳–۲۰۱۲        | ۳۵   | ۱۲  | ۶          | ۱          | ۵       | ۲       | ۱۸         | ۵          | ۶۴    | ۲۰    |
| چلسی           | لیگ برتر       | ۱۴–۲۰۱۳        | ۱۳   | ۰   | ۰          | ۰          | ۲       | ۱       | ۲          | ۰          | ۱۷    | ۱     |
| چلسی           | مجموع          | مجموع          | ۸۲   | ۱۸  | ۱۳         | ۵          | ۸       | ۳       | ۳۲         | ۷          | ۱۳۵   | ۳۳    |
| منچستر یونایتد | لیگ برتر       | ۱۴–۲۰۱۳        | ۰    | ۰   | —          | —          | —       | —       | —          | —          | ۰     | ۰     |
| مجموع کل       | مجموع کل       | مجموع کل       | ۲۵۰  | ۶۱  | ۲۸         | ۱۰         | ۸       | ۳       | ۶۲         | ۱۵         | ۳۴۸   | ۸۹    |

## بین‌المللی
۲۶ مارس ۲۰۱۳
| تیم ملی | سال   | بازی | گل |
| ------- | ----- | ---- | -- |
| اسپانیا | ۲۰۰۹  | ۷    | ۳  |
| اسپانیا | ۲۰۱۰  | ۳    | ۰  |
| اسپانیا | ۲۰۱۱  | ۶    | ۲  |
| اسپانیا | ۲۰۱۲  | ۴    | ۱  |
| اسپانیا | ۲۰۱۳  | ۱۰   | ۳  |
| مجموع   | مجموع | ۲۳   | ۶  |

## افتخارات

### باشگاه
والنسیا
- کوپا دل ری (۱): ۰۸–۲۰۰۷

چلسی
- جام حذفی فوتبال انگلستان (۱): ۲۰۱۲
- لیگ قهرمانان اروپا (۱): ۲۰۱۲
- لیگ اروپا (۱): ۲۰۱۳

منچستر یونایتد
- قهرمانی لیگ اروپا ۲۰۱۶–۲۰۱۷
- سوپرجام انگلستان (کامتلی‌شیلد) ۲۰۱۶

### ملی
اسپانیا
- جام جهانی فوتبال: ۲۰۱۰
- جام ملت‌های اروپا: ۲۰۱۲
- جام کنفدراسیون‌ها: سوم ۲۰۰۹، دوم ۲۰۱۳
- زیر ۱۹ سال اروپا: ۲۰۰۶
- زیر ۲۱ سال اروپا: ۲۰۱۱

### شخصی
- بهترین بازیکن سال چلسی (۲): ۱۲–۲۰۱۱، ۱۳–۲۰۱۲
- بازیکن ماه لیگ برتر فوتبال انگلستان (۱): اکتبر ۲۰۱۲
- حضور در تیم منتخب پی‌اف‌ای از لیگ برتر (۱): ۱۳–۲۰۱۲